# Josefina de Beauharnais
Josefina de Beauharnais (nacida como Marie Josèphe Rose Tascher de la Pagerie, 23 de junio de 1763-29 de mayo de 1814) fue la primera esposa de Napoleón Bonaparte y, por lo tanto, emperatriz de Francia. Por parte de su hija Hortensia, fue abuela de Napoleón III y por la de su hijo Eugenio, bisabuela de los más recientes reyes y reinas de Dinamarca y Suecia. Las familias reales de Bélgica, Grecia, Luxemburgo y Noruega también descienden de Josefina.
Nació y vivió en la Martinica (Antillas Menores) hasta que en 1780 contrajo matrimonio en París con Alejandro de Beauharnais. A fines de 1783, se separó de su esposo y poco después regresó al Caribe, donde puso orden en la economía familiar en medio de la sublevación de esclavos de 1791 y de la Revolución francesa. De regreso a París ese año, arribó justo para la caída del Antiguo Régimen y la instauración de la Primera República Francesa. Gracias a sus conexiones sociales conoció a Napoleón Bonaparte, con quien contrajo matrimonio en 1796, dos años después de que su primer esposo fuera guillotinado. En diciembre de 1804, Josefina fue coronada emperatriz de Francia por su segundo y último esposo, Napoleón. En 1810, por no serle posible dar un hijo heredero a Napoleón, la pareja se divorció y Josefina se retiró al Castillo de Malmaison, de su propiedad. Josefina murió en 1814, elogiada por los franceses, quienes la llamaban l'bonne Josephine (Josefina, la buena).
Al menos hasta octubre de 1779, Josefina usó su segundo nombre Rosa o el nombre más familiar, Yeyette. Después de su matrimonio con Alejandro de Beauharnais, firmaba Vizcondesa de Beauharnais o bien Lapagerie de Beauharnais. El certificado de matrimonio con Napoleón venía firmado M.R.J. Tascher y de allí en adelante firmaba con los dos apellidos: Lapagerie-Bonaparte o Tascher-Bonaparte. A partir de 1804 firmaba simplemente Joséphine, nombre con el que fue coronada emperatriz de Francia y con el que se registraron los eventos legales de su posteridad.

## Juventud
La literatura describe a Josefina como una mujer de altura promedio, esbelta, con buena figura y cabellos castaños y sedosos, ojos marrones y una tez morena-amarillenta. Su nariz era pequeña y simétrica, su boca bien formada, sin embargo, la mantenía constantemente cerrada para no descubrir sus malos dientes. Con frecuencia era elogiada por su elegancia, estilo y su voz baja y bellamente modulada.
Martinica, la «Perla de las Antillas», es una de las islas de las Antillas Menores y un departamento de ultramar de Francia desde 1630. Pierre Belain d'Esnambuc, quien estableció la primera colonia francesa permanente en la isla en nombre de Luis XIII de Francia en 1635 fue ancestro materno de Josefina. Por parte de padre, los Tascher provenían de la nobleza francesa. Joseph, padre de Josefina, llegó a la isla como muchos, huyendo de las presiones sociales de Francia. Para entonces, las propiedades de la familia de Josefina se calculaban en un valor cercano a las 60 mil libras francesas. La plantación de los Tascher, en la cima de un desfiladero al suroeste de Martinica, era conocida en ese entonces como la Pequeña Guinea por el origen de la mayoría de sus esclavos; ahora es un museo. A menudo, ya adulta, Josefina recordaba las 500 hectáreas de tierra en las que creció, el río que corría por sus tierras y las ceibas que rodeaban la hacienda.

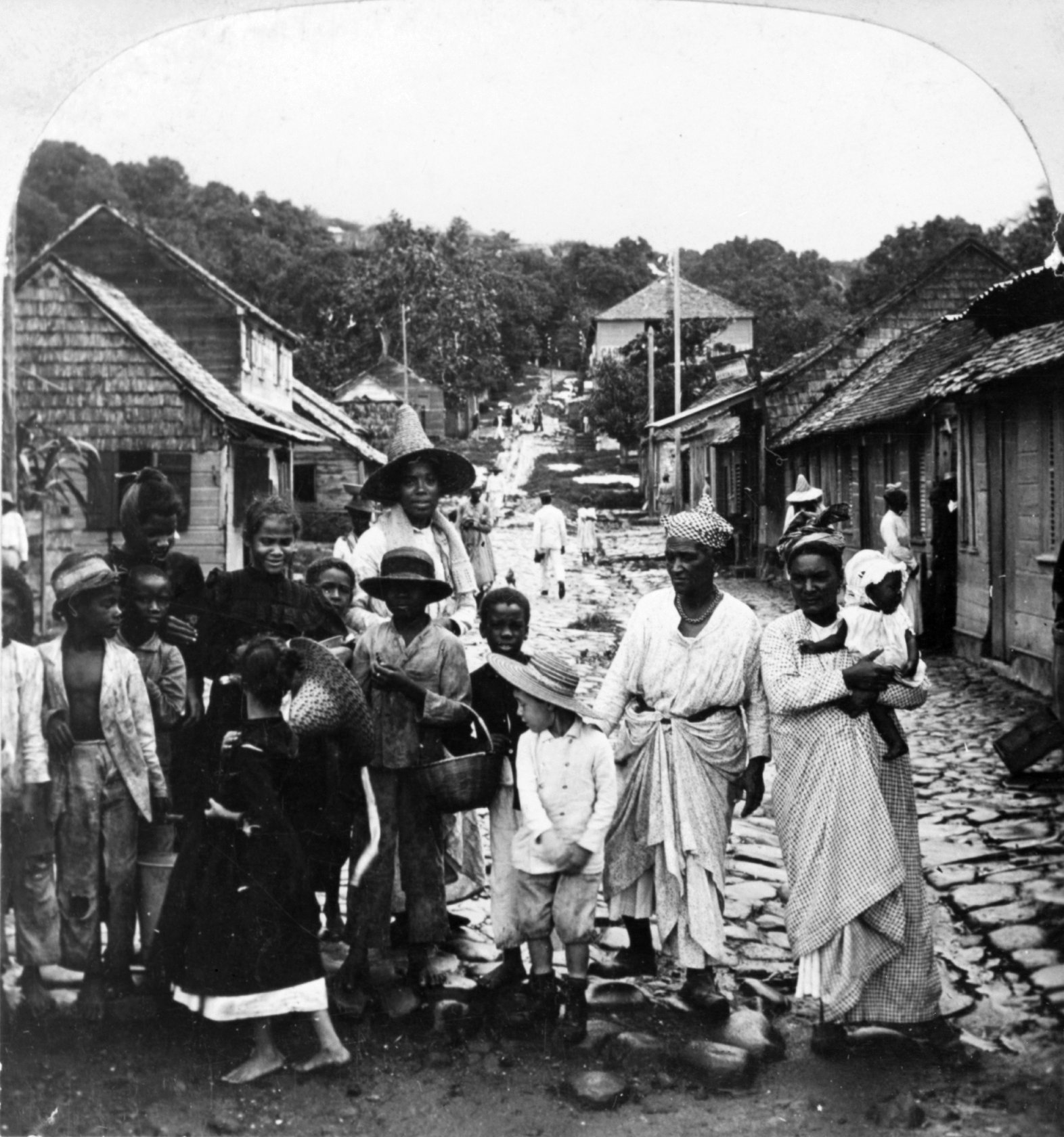
Lugareños de Fort-de-France, foto tomada en 1902.

A causa de que se crio lejos de París y de la influencia de otras niñas de alcurnia, su porte y maneras eran reflejo de su vida en el campo y no las de una joven educada en la corte. Además, la costumbre de chupar caña de azúcar y consumir productos derivados de ella, hizo que sus dientes se decoloraran y padeciera de caries. Josefina fue educada en un colegio de monjas llamado Dames de la Providence en Fort-Royal.
A pesar de que una plantación de caña de azúcar era una empresa lucrativa, la familia de Josefina tuvo dificultades económicas durante más de 10 años a consecuencia de la devastación causada por un huracán en su propiedad en 1766 y de la adicción que el padre tenía a los juegos de azar. De hecho, como consecuencia de la destrucción de su casa por el huracán, la familia de Josefina vivía en el segundo piso del edificio, donde estaban instalados los calderos de cocción de la caña.
Désirée, una tía paterna de Josefina, estaba casada con François, vizconde de Beauharnais, un aristócrata francés. En 1778, al empeorar la salud de este, Désirée hizo arreglos para que la hermana de Josefina, Catherine, se comprometiera con el hijo de François, Alejandro, vizconde de Beauharnais, de 17 años, y oficial de la armada francesa. Sin embargo, sin que lo supiera la tía Désirée, Catherine había fallecido de tuberculosis dos meses antes. Para cumplir los deseos de la tía en París, se tomó la decisión de enviar a Manette, la hermana menor de Josefina, de tan solo 11 años, pero la niña enfermó y, finalmente, fue Josefina quien ocupó el lugar de su hermana y se desposó con Alejandro. Dicho matrimonio sería de gran beneficio económico para la familia de Josefina, ya que la familia de Beauharnais era adinerada. Josefina dejó atrás a un pretendiente: el teniente francés Scipion du Roure. En agosto de 1779, Josefina y su padre Joseph partieron rumbo a París. A fines de octubre, Josefina conoció a su prometido y a su familia. Josefina causó una buena impresión en la familia, pese a que sus maneras provincianas aún no se habían ajustado a los modos sofisticados de la aristocracia parisina.

|                                             |                                             |                                             |                                             |                                             |                                             | Marie Françoise Bourreau de la Chevalerie | Marie Françoise Bourreau de la Chevalerie | Marie Françoise Bourreau de la Chevalerie  | Marie Françoise Bourreau de la Chevalerie  | Marie Françoise Bourreau de la Chevalerie  | Marie Françoise Bourreau de la Chevalerie  |                                            |                                            |                                         |                                         |                                          |                                          | Gaspar-Joseph de Tascher de la Pagerie   | Gaspar-Joseph de Tascher de la Pagerie   | Gaspar-Joseph de Tascher de la Pagerie   | Gaspar-Joseph de Tascher de la Pagerie   | Gaspar-Joseph de Tascher de la Pagerie  | Gaspar-Joseph de Tascher de la Pagerie  |                                         |                                         |  |  |                                            |                                            |                                            |                                            |                                            |                                            |
|                                             |                                             |                                             |                                             |                                             |                                             | Marie Françoise Bourreau de la Chevalerie | Marie Françoise Bourreau de la Chevalerie | Marie Françoise Bourreau de la Chevalerie  | Marie Françoise Bourreau de la Chevalerie  | Marie Françoise Bourreau de la Chevalerie  | Marie Françoise Bourreau de la Chevalerie  |                                            |                                            |                                         |                                         |                                          |                                          | Gaspar-Joseph de Tascher de la Pagerie   | Gaspar-Joseph de Tascher de la Pagerie   | Gaspar-Joseph de Tascher de la Pagerie   | Gaspar-Joseph de Tascher de la Pagerie   | Gaspar-Joseph de Tascher de la Pagerie  | Gaspar-Joseph de Tascher de la Pagerie  |                                         |                                         |  |  |                                            |                                            |                                            |                                            |                                            |                                            |
|                                             |                                             |                                             |                                             |                                             |                                             |                                           |                                           |                                            |                                            |                                            |                                            |                                            |                                            |                                         |                                         |                                          |                                          |                                          |                                          |                                          |                                          |                                         |                                         |                                         |                                         |  |  |                                            |                                            |                                            |                                            |                                            |                                            |
|                                             |                                             |                                             |                                             |                                             |                                             |                                           |                                           |                                            |                                            |                                            |                                            |                                            |                                            |                                         |                                         |                                          |                                          |                                          |                                          |                                          |                                          |                                         |                                         |                                         |                                         |  |  |                                            |                                            |                                            |                                            |                                            |                                            |
|                                             |                                             |                                             |                                             | Rose-Claire Vergers de Sannois              | Rose-Claire Vergers de Sannois              | Rose-Claire Vergers de Sannois            | Rose-Claire Vergers de Sannois            | Rose-Claire Vergers de Sannois             | Rose-Claire Vergers de Sannois             |                                            |                                            | Joseph-Gaspard de Tascher de la Pagerie    | Joseph-Gaspard de Tascher de la Pagerie    | Joseph-Gaspard de Tascher de la Pagerie | Joseph-Gaspard de Tascher de la Pagerie | Joseph-Gaspard de Tascher de la Pagerie  | Joseph-Gaspard de Tascher de la Pagerie  |                                          |                                          | Marie Euphémie de Tascher de la Pagerie  | Marie Euphémie de Tascher de la Pagerie  | Marie Euphémie de Tascher de la Pagerie | Marie Euphémie de Tascher de la Pagerie | Marie Euphémie de Tascher de la Pagerie | Marie Euphémie de Tascher de la Pagerie |  |  | Robert Marguerite de Tascher de la Pagerie | Robert Marguerite de Tascher de la Pagerie | Robert Marguerite de Tascher de la Pagerie | Robert Marguerite de Tascher de la Pagerie | Robert Marguerite de Tascher de la Pagerie | Robert Marguerite de Tascher de la Pagerie |
|                                             |                                             |                                             |                                             | Rose-Claire Vergers de Sannois              | Rose-Claire Vergers de Sannois              | Rose-Claire Vergers de Sannois            | Rose-Claire Vergers de Sannois            | Rose-Claire Vergers de Sannois             | Rose-Claire Vergers de Sannois             |                                            |                                            | Joseph-Gaspard de Tascher de la Pagerie    | Joseph-Gaspard de Tascher de la Pagerie    | Joseph-Gaspard de Tascher de la Pagerie | Joseph-Gaspard de Tascher de la Pagerie | Joseph-Gaspard de Tascher de la Pagerie  | Joseph-Gaspard de Tascher de la Pagerie  |                                          |                                          | Marie Euphémie de Tascher de la Pagerie  | Marie Euphémie de Tascher de la Pagerie  | Marie Euphémie de Tascher de la Pagerie | Marie Euphémie de Tascher de la Pagerie | Marie Euphémie de Tascher de la Pagerie | Marie Euphémie de Tascher de la Pagerie |  |  | Robert Marguerite de Tascher de la Pagerie | Robert Marguerite de Tascher de la Pagerie | Robert Marguerite de Tascher de la Pagerie | Robert Marguerite de Tascher de la Pagerie | Robert Marguerite de Tascher de la Pagerie | Robert Marguerite de Tascher de la Pagerie |
|                                             |                                             |                                             |                                             |                                             |                                             |                                           |                                           |                                            |                                            |                                            |                                            |                                            |                                            |                                         |                                         |                                          |                                          |                                          |                                          |                                          |                                          |                                         |                                         |                                         |                                         |  |  |                                            |                                            |                                            |                                            |                                            |                                            |
|                                             |                                             |                                             |                                             |                                             |                                             |                                           |                                           |                                            |                                            |                                            |                                            |                                            |                                            |                                         |                                         |                                          |                                          |                                          |                                          |                                          |                                          |                                         |                                         |                                         |                                         |  |  |                                            |                                            |                                            |                                            |                                            |                                            |
| Marie Josèphe Rose de Tascher de la Pagerie | Marie Josèphe Rose de Tascher de la Pagerie | Marie Josèphe Rose de Tascher de la Pagerie | Marie Josèphe Rose de Tascher de la Pagerie | Marie Josèphe Rose de Tascher de la Pagerie | Marie Josèphe Rose de Tascher de la Pagerie |                                           |                                           | Catherine-Désirée de Tascher de la Pagerie | Catherine-Désirée de Tascher de la Pagerie | Catherine-Désirée de Tascher de la Pagerie | Catherine-Désirée de Tascher de la Pagerie | Catherine-Désirée de Tascher de la Pagerie | Catherine-Désirée de Tascher de la Pagerie |                                         |                                         | Marie Françoise de Tascher de la Pagerie | Marie Françoise de Tascher de la Pagerie | Marie Françoise de Tascher de la Pagerie | Marie Françoise de Tascher de la Pagerie | Marie Françoise de Tascher de la Pagerie | Marie Françoise de Tascher de la Pagerie |                                         |                                         |                                         |                                         |  |  |                                            |                                            |                                            |                                            |                                            |                                            |

## Primer matrimonio

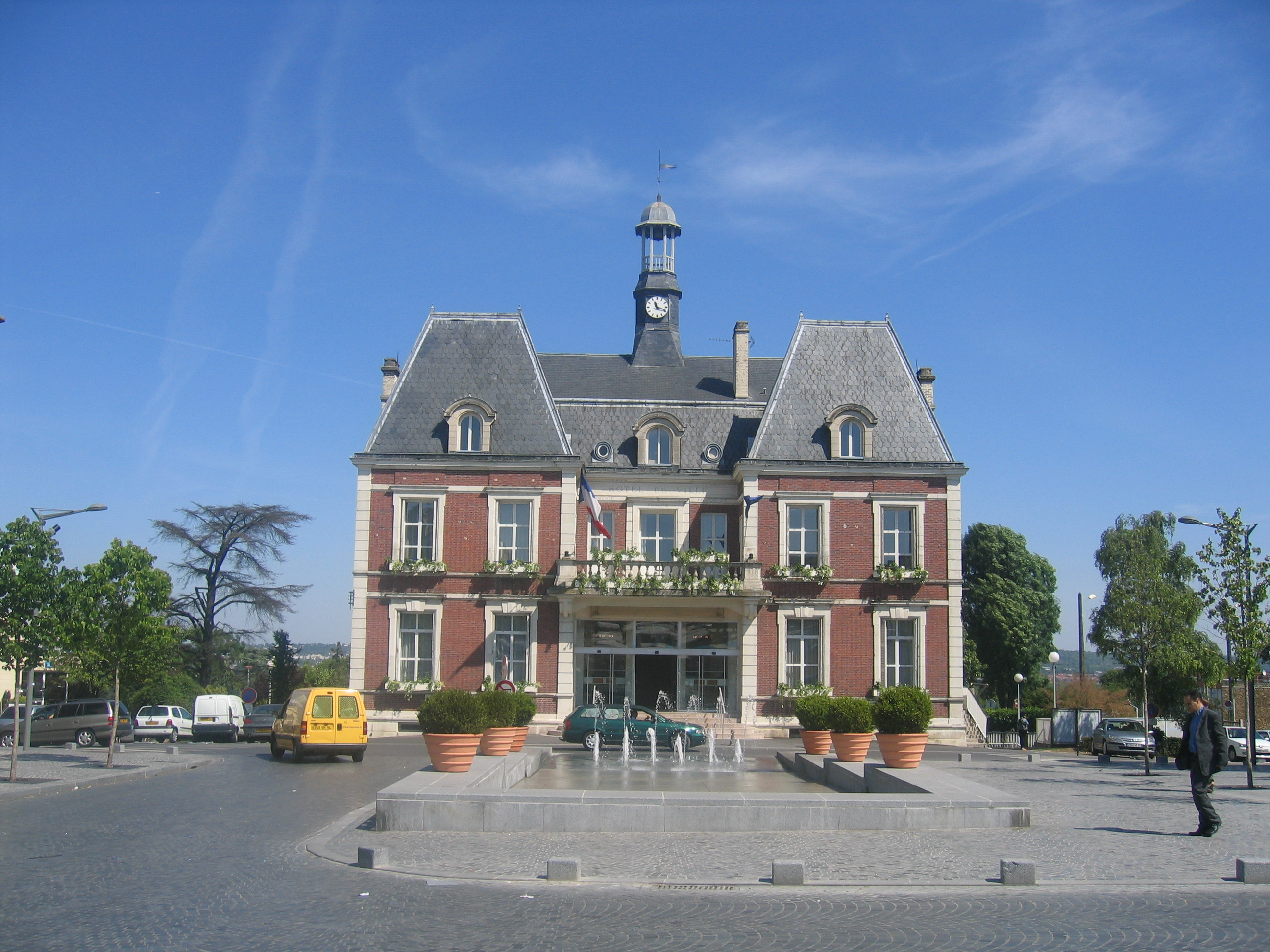
Edificio de la municipalidad de Noisy-le-Grand, comunidad donde contrajo matrimonio Josefina y Alejandro de Beauharnais.

En octubre de 1779, poco antes de la batalla de Martinica, Josefina arribó a Francia con su padre y contrajo matrimonio con Alejandro el 13 de diciembre de 1779 en una pequeña iglesia de Noisy-le-Grand, al este de París. Los Beauharnais vivían en un vecindario que una vez fue de lujo pero que había empobrecido, no muy lejos de los mercados cubiertos de París y de la entrada a la Corte de los Milagros, un sitio preferido por los limosneros y ladrones, lugar hecho famoso por el «Jorobado de Notre Dame» en Nuestra Señora de París escrito por Victor Hugo 50 años después, en 1831. El padre de Josefina, quien llevaba cerca de un mes enfermo, se alivió bajo los tratamientos de los médicos en París. Josefina encontró que París era una ciudad sucia, maloliente y con demasiada gente y bulla, sin embargo quedó impresionada con la cantidad de objetos de venta en tiendas y mercados por toda la ciudad. En París, Josefina tomó clases de ética, literatura, escritura y otros elementos de actualización para situarse cómodamente y comportarse adecuadamente entre la nobleza de Francia. Muchas de las clases las tomó a petición de su esposo, un joven amante del lujo y la intriga política, muy conectado en el círculo de personajes aristocráticos poderosos en París.

### Desafíos matrimoniales

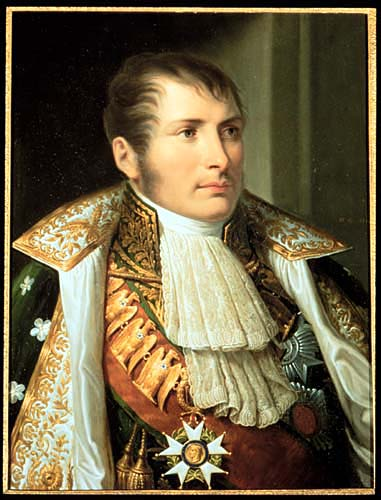
Eugenio de Beauharnais, primogénito de Josefina y Alejandro de Beauharnais.

Para cuando Josefina contrajo matrimonio, Beauharnais ya había tenido al menos una amante, una mujer 11 años mayor que él, pero Josefina se concentró en ser una esposa amorosa y entregada. El 3 de septiembre de 1781, Josefina dio a luz su primer hijo, un varón que nombraron Eugène Rose. Alejandro, quien había partido casi seis meses atrás, vino a visitar a Josefina y a su recién nacido primogénito. Sin embargo, partió de inmediato en un viaje de ocho meses por Italia. Los viajes de Alejandro eran tan numerosos y de tan larga duración que en un período de cuatro años, Josefina vio a su esposo un total equivalente a 10 meses. La relación de los recién casados se condujo mayormente por correo. Esas cartas de Josefina, debido a su mala ortografía, horrorizaban a Alejandro y eran causa de discusión en su matrimonio. Un mes después del nacimiento de Eugène, en octubre de 1781, Josefina se entera de que Alejandro había tenido amoríos con la prima de Josefina, Laure de Girardin de Montgérald (1764-1816) y que juntos habían concebido un hijo. En julio de 1782, Josefina se reconcilió con su esposo. Las evidencias sugieren que hasta septiembre no hubo problemas entre ellos. Para diciembre, Alejandro partió para Martinica, en las Antillas Menores al norte de Venezuela, tierra natal de Josefina, para trabajar como asistente del gobernador. Josefina decidió quedarse en Noisy-le-Grand porque estaba embarazada por segunda vez y Eugène era muy pequeño para tan larga y tediosa travesía.
Josefina dio a luz prematuramente el 10 de abril de 1783 a una niña que llamaron Hortense Eugénie Cécile. Hortensia se casaría con Luis Bonaparte, hermano de Napoleón, en 1802 y es ascendiente directa de las casas reales actuales de Bélgica, Suecia, Dinamarca, Noruega y Luxemburgo. Mientras tanto, Alejandro, aún en Martinica, avergüenza a su familia con un comportamiento desenfrenado, dado al alcoholismo, el juego y las mujeres.
Laure, la amante de Alejandro, informó a este del nacimiento prematuro de su hija, considerado en aquel entonces prueba de que el bebé podía no ser suyo. Para la época, era considerado normal que un bebé naciera tarde, y por lo general, el que un recién nacido naciera prematuramente se creía indicio de infidelidad. Alejandro sobornó a los esclavos de la hacienda de la familia de Josefina en busca de evidencias de que Josefina, en su juventud, había sido promiscua. Uno de ellos cooperó por la suma equivalente de US$5,000, a pesar de que tendría unos cinco años cuando Josefina partió de la isla. Aparte del testimonio del joven esclavo, no existen evidencias de que Josefina fuera infiel a su esposo o de que no llegara virgen al matrimonio. La familia de Josefina, así como la familia de Alejandro, la apoyaron y afirmaron su inocencia.

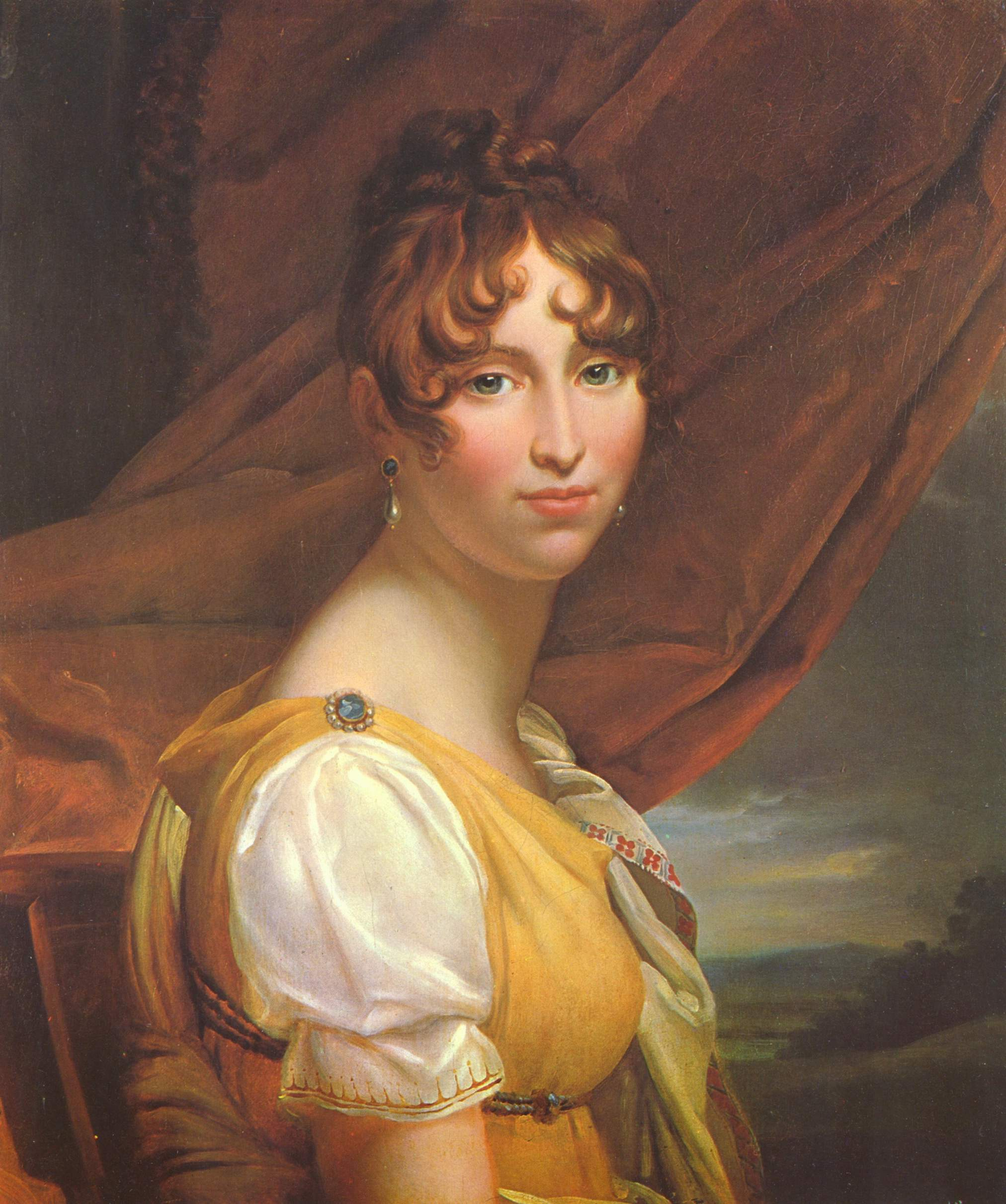
Hortensia de Beauharnais (1783-1837), hija de Josefina y Alejandro Beauharnais. Pintura al óleo por François Gérard.

En septiembre de 1783, al volver a París, Alejandro expulsó a su esposa Josefina de su casa y la envió, con los niños, a una abadía habitada por mujeres en situaciones matrimoniales similares a la de Josefina. Alejandro se mantuvo fuera del alcance de su familia, de sus amigos y de Josefina, estableciéndose permanentemente en casa de un familiar de Laure Longpré. Finalmente, el 27 de noviembre de 1783, Josefina, de 20 años de edad, se muda a la abadía. La rudeza de Alejandro para con ella era tal, que en diciembre Josefina solicita a Mr Joron, abogado del Rey y comisionado de Chastelet, una carta de separación legal. El padre de Mr Joron, quien acompañó al abogado a visitar a su clienta Josefina, la describe como una «fascinante persona joven, una dama de distinción y elegancia, con estilo perfecto, una multitud de gracias y la más bella de las voces habladas». Los abogados convencieron a Josefina de las múltiples desventajas de una separación legal, en especial en lo tocante al futuro financiero de sus hijos. La mudanza fue económicamente difícil para madre e hijos por razón de que Alejandro no hacía sus pagos como había prometido y la pensión del padre de Alejandro iba disminuyendo cada año. Los hijos de Josefina extrañaban al abuelo más que a Alejandro, a quien rara vez veían. Sin embargo, en la abadía Josefina aprendió sofisticación parisina de sus compañeras, y no solo habilidades sociales sino cierto grado de valentía para adentrarse en el mundo de la política de París.
A comienzos de 1785, Alejandro se llevó a su hijo Eugène sin que su familia o Josefina lo supieran, porque pensaba que el niño no debía ser criado en una casa con solo mujeres. Al descubrir el paradero de Eugène, Josefina lo notificó a las autoridades, quienes le concedieron una audiencia para el siguiente mes, marzo de 1785. Ese mismo mes, Laure de Montgérald, prima de Josefina y amante de Alejandro, contrajo matrimonio con un general, Arthur Dillon. Alejandro se declaró culpable en la audiencia de la corte con la condición de que obtendría la custodia de Eugène a partir de la edad de cinco años. A cambio, Alejandro prometió pagar mensualmente la cantidad de 5000 libras como pensión y 1000 libras más por Hortensia hasta que cumpliera la edad de siete años, a partir de la cual pagaría 1500 libras cada año. Desafortunadamente, pocas veces cumplió con su parte del acuerdo.

## Revolución francesa

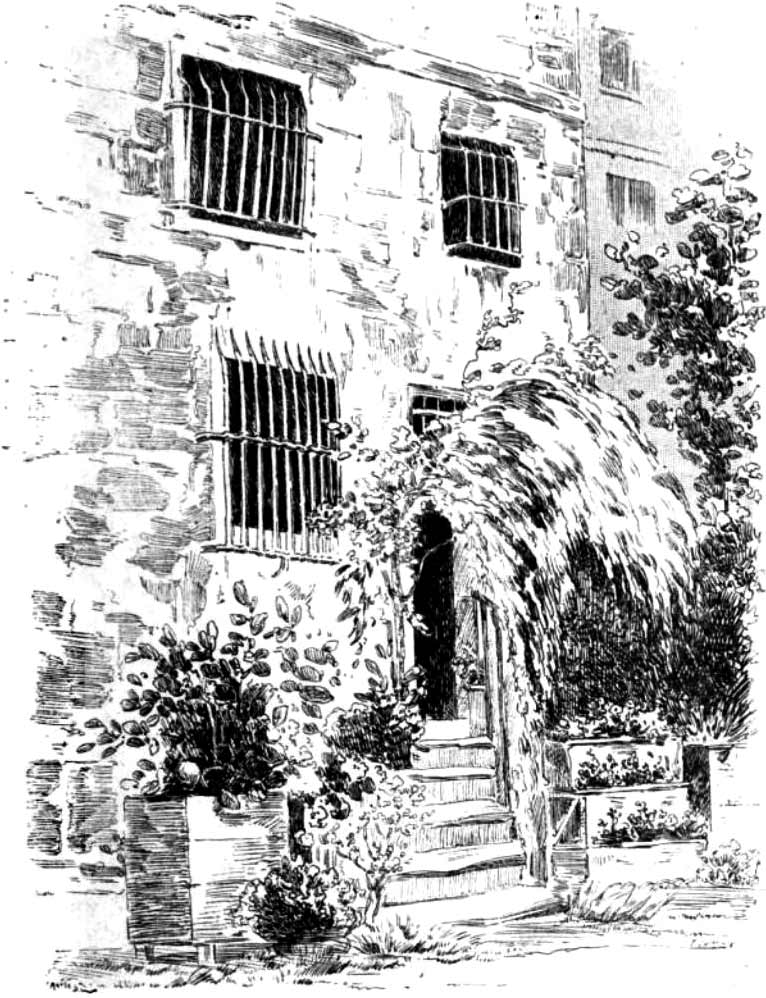
Dibujo de la entrada a la Prison des Carmes, donde Josefina y Alejandro Beauharnais fueron encarcelados en 1794.

El drástico levantamiento popular en Francia tuvo repercusiones en la sociedad e instituciones de Martinica, especialmente en torno a la libertad de sus habitantes. Todo ello conllevó a la sublevación en 1791 en pro de la abolición de la esclavitud. En noviembre de 1790, dos años después de llegar a Martinica, los peligros de la rebelión obligaron a Josefina y su hija a volver a Francia, sin equipaje y sin dinero. En tan solo tres años, Francia había cambiado completamente: la Bastilla había sido tomada, la nobleza había perdido sus derechos feudales y la democracia había triunfado. Josefina se reunió con su hijo Eugène y se quedaron a vivir temporalmente en la casa de Fanny de Beauharnais, tía de Alejandro y madrina de su hija Hortensia.
En septiembre de 1791 Josefina se mudó a casa de otra tía en Fontainebleau. En septiembre de ese mismo año el Rey juró lealtad a la nueva constitución. Josefina y su esposo Alejandro se habían estado escribiendo desde que Josefina volvió de Martinica y se volvieron a ver a finales de 1791, en Rue Saint-Dominique, la casa de la tía Fanny, celebrando la aprobación de la nueva constitución. La relación entre Josefina y Alejandro parece haber sido, en este punto, una de fraterna amistad, sin que existan evidencias de que hubieran vuelto a vivir juntos el resto de sus vidas. El 15 de marzo de 1792, la hermana menor de Josefina y última sobreviviente de sus hermanas, falleció en Martinica.
Alejandro continuó intensificando su actividad política, y se declaró un entusiasta admirador de las nuevas ideas liberales, llegando a ser el presidente de la Asamblea Nacional.
Antes de la Revolución, muchos de los oficiales militares eran aristócratas y para el comienzo de la Revolución, la mayoría de ellos había huido del país, de modo que había pocos hombres en Francia con experiencia militar para liderar sus tropas en contra de Austria, Prusia y sus otros enemigos. Alejandro fue uno de los que recibió una comisión de mando militar, bajo el mando del General Bairon. En abril París estuvo bajo toque de queda y en junio el palacio del Rey fue tomado por los revolucionarios. Mientras cientos de personas morían en París y otros cientos eran arrestados, Josefina comenzó a adoptar los modales de la República y a entablar amistad con algunos de sus líderes más influyentes.

### Encarcelamiento
Algunos de los amigos de Josefina, incluyendo Armand de Montmorin, el Ministro de Asuntos Exteriores, habían sido arrestados. Por temor de que fuesen guillotinados, Josefina comenzó a abogar a los integrantes del Directorio, incluyendo a Barras y Tallien por la libertad de sus amigos más cercanos. El 3 de septiembre de 1792 Eugène, su primogénito cumplió 11 años en medio de campanas, rebatos y cañones. París estaba en guerra; Alejandro, ya era mariscal de campo y al frente de la batalla; las masacres de Septiembre en pleno apogeo, Montmorin y miles más fueron asesinados en las cárceles de París, en el comienzo de lo que fue El Terror.
Alejandro se unió a la milicia revolucionaria, llegando al rango de Comandante en Jefe del Ejército del Rin y fue nombrado Ministro de Guerra, cargo que no aceptó. Sin embargo, después de perder una batalla contra Prusia, Alejandro perdió la confianza de los jacobinos y cayó en sospecha de traición. Aunque la relación con su esposo era buena, algunos autores sugieren que Josefina entabló relaciones amorosas con Jean-Lambert Tallien, quien hacía de mediador en favor de los amigos encarcelados de Josefina. Es probable que esa fuera la razón por la que Alejandro ordenara a Josefina enviar a Eugène a su lado en Estrasburgo en octubre de 1792. Sin embargo, el que ninguno de sus conocidos fuese liberado, sugiere que los favores no eran pagados sexualmente por Josefina, y que la furia de Alejandro se debía a que Josefina se codeaba con aristócratas, poniendo a Alejandro en un compromiso ante el Comité Nacional, habiendo él mismo sido un aristócrata antes de la Revolución. En diciembre de 1792, las tropas bajo el mando del General Custine cayeron ante Maguncia, razón por la que el general fue luego decapitado. En diciembre, François, el hermano de Alejandro participó en un intento de liberar al rey de la cárcel, poniendo a Alejandro aún más en sospecha de traición. El 21 de enero de 1793, el rey fue guillotinado, lo que horrorizó a Josefina. Las sospechas hacia Alejandro menguaron hasta tal punto que a mediados de 1793, la Convención Nacional lo promovió a comandante en jefe y luego a ministro de guerra, aunque la elección no fue unánime debido a que algunos aún consideraban a Beauharnais un aristócrata. Para entonces, Josefina asistía casi a diario a las asambleas de la Convención Nacional y continuó, con más éxito, intermediando por sus amigos encarcelados. En agosto, Alejandro renunció a su cargo de ministro, en octubre la reina fue decapitada y Josefina y sus dos hijos —Eugène ya no vivía cerca de su padre— se mudaron a la población rural de Croissy, a orillas del Sena aunque regresaba a París a menudo con el fin de volver a pedirle a Bertrand Barère de Vieuzac, Marc Guillaume Alexis Vadier y otros, ayuda en favor de sus familiares encarcelados.

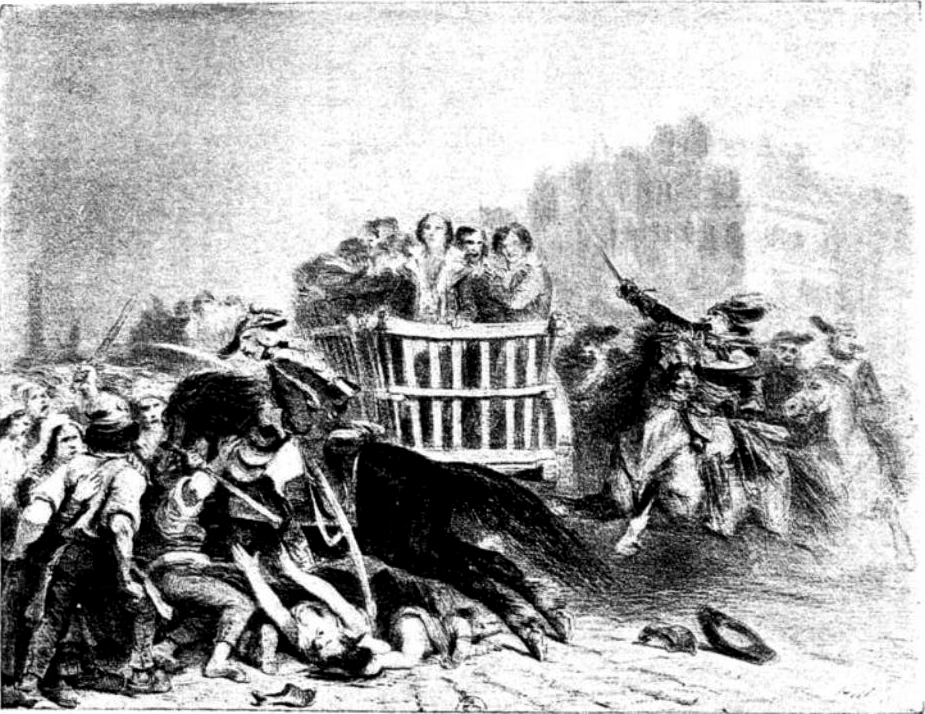
Carreta con personas llevadas a la guillotina durante el Reinado del Terror. Dibujo por Denis Auguste Marie Raffet (1804-1860).

El 2 de marzo de 1794, durante el Reinado del Terror, el Comité de Salvación Pública arrestó a Alejandro en Blois y llevado primero al Palacio del Luxemburgo y luego al convento de Carmelitas. Josefina continuó viajando a París, esta vez con el fin de abrogar el arresto de una prima. El Comité consideró que Josefina tenía vínculos en los círculos contrarrevolucionarios por lo que ordenó su arresto el 19 de abril de 1794. Su arresto fue solicitado el 2 del mes Floréal, año II (12 de abril de 1794), y estuvo en prisión hasta el 10 del mes Termidor, año II 28 de julio. En prisión, la prisión de Carmes, donde junto con otras, habían ocurrido dos años antes las Masacres de Septiembre, se volvieron a encontrar marido y mujer. Aunque es probable que la pareja se haya reconciliado en prisión, Alejandro tuvo amoríos con una viuda, Delphine Custine, nuera del general y amigo de Alejandro que fue guillotinado por la derrota de Maguncia. Por su parte, Josefina parece haberse visto atraída por un joven general, Lazare Hoche. El Carmes era una de las peores cárceles de la Primera República: superpoblada y repugnante, a diario se sacaban presos que eran guillotinados de inmediato. Cuando Josefina fue encerrada, había 600 personas encarceladas y cuando fue puesta en libertad tres meses después, solo había 200. Alejandro, acusado de haber defendido mal la ciudad de Mayenne en 1793 y considerado "aristócrata sospechoso" fue condenado a muerte. A tan solo cinco días de la caída de Robespierre, Alejandro fue guillotinado el 23 de julio junto con su hermano Agustín en la Plaza de la Revolución —actual Plaza de la Concordia— en París, mientras que Hoche escapó de la cárcel con ayuda, probablemente de Barras. Josefina, por su parte quedó libre cinco días después gracias al coup d'état del 9 de termidor (27 de julio) y la ejecución de Maximilien Robespierre, dando fin al Reinado del Terror. Fue Tallien quien firmó la carta de liberación de Josefina, quien al salir de la cárcel se reunió con sus hijos en la casa de su cuñada Fanny.

### En libertad
Las siguientes semanas fueron para Josefina un tiempo de recuperación física y emocional. Tras su liberación de la prisión, Josefina intentó rehabilitar la memoria de su esposo y pasó por serias dificultades económicas. Su relación con Hoche se mantuvo íntima, un evento que ayudó a Josefina en su recuperación. Esa fuerte atracción por Hoche fue una de las razones por las que luego dudaría en contraer matrimonio con Napoleón: Josefina se casó con Bonaparte enamorada de Hoche —quien la hubiese dejado viuda por segunda vez muriendo en 1797. Un año después Napoleón y Josefina se casaron—. En septiembre de 1794, pocos días antes del atentado contra Tallien, Hoche partió de París hacia un nuevo puesto de comando y convenció a Josefina a que permitiera que Eugène le acompañase, como aprendiz de guerra.
Josefina permaneció cerca de sus amigas y estableció íntimas amistades entre el liderazgo financiero y gubernamental: Louis Fréron, Emmanuel-Joseph Sieyès, Jean-Baptiste Louvet de Couvray, Jean-Frédéric Perregaux, Gabriel-Julien Ouvrard y otros. Nuevamente, su relación con Barras se volvió muy cercana, pagando este por la educación de los hijos de Josefina. Las empresas en las islas del Caribe dieron suficiente para que Josefina pudiera mantenerse a flote económicamente, pero sin duda, sus ingresos no eran suficientes para mantener una vida de holgura. La herencia de Alejandro no estipulaba reparticiones para Josefina ni sus hijos, solo especificaba bienes para dos hijas que Alejandro tuviese fuera de su matrimonio. En junio de 1795, gracias a una nueva ley, y con la ayuda de Barras, algunas de las propiedades de Alejandro fueron vendidas y las ganancias entregadas a Josefina, dinero que ella utilizaría para arrendar una casa por 10 mil libras al año, a un costado de Montmartre, Rue Chantereine,nombrada así por el cantar de los sapos que aún se oían a lo largo de la calle. Josefina decoró su nueva casa con un aire caribeño, combinado con la influencia grecorromana propia del estilo del Directorio. A pesar de la impresión de lujo, Josefina vivía en relativa pobreza, reflejada, por ejemplo, en las pocas vajillas y cubiertos en su casa.
El 8 de junio de 1795, el Delfín murió en prisión a la edad de 10 años y para el final de mes, Francia había entrado en una nueva batalla contra una flota de emigrantes franceses provenientes de Inglaterra en la bahía de Quiberon, el mismo puesto de Hoche y Eugène, de modo que por temor a perder a su hijo, Josefina pidió a Hoche que lo enviara de vuelta a París. En julio, Hoche salió victorioso de la batalla, cosa que enfada a Eugène, porque el adolescente se había vuelto interesado en la milicia.

## Napoleón Bonaparte

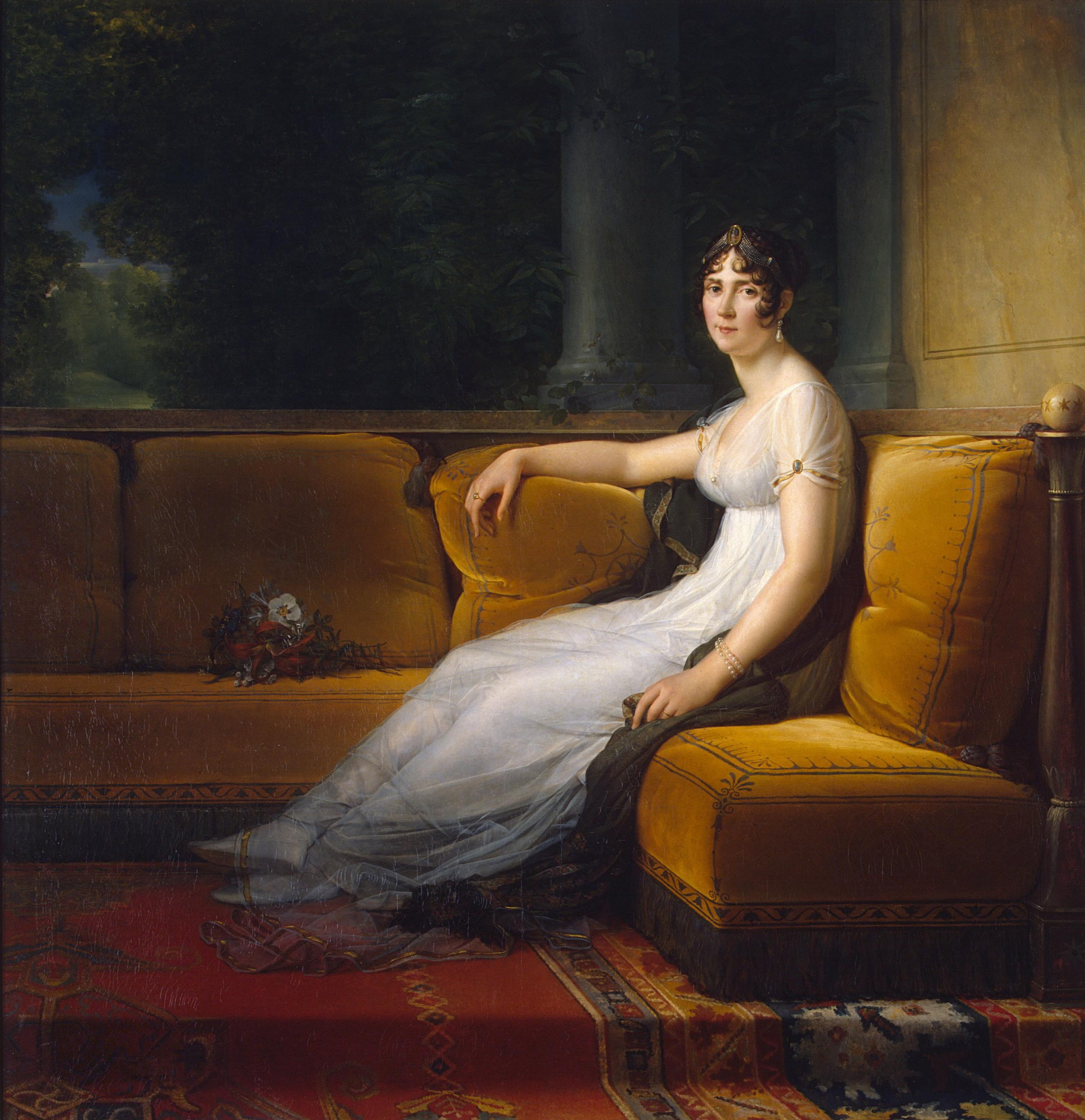
Retrato de la emperatriz Josefina, por François Gérard.

Después de quedar viuda, Josefina de Beauharnais pareció haber sido compañía íntima e incluso amante de diversas figuras políticas, entre ellas siempre se ha comentado la relación existente con Paul François Jean Nicolas Barras, quien en esos momentos, era la persona más poderosa del Directorio que gobernaba Francia. Sin embargo, Barras era homosexual o por lo menos bisexual, por lo que es probable que la tremenda ayuda económica que recibiera Josefina del general, no haya sido incentivada por una relación sexual, sino económica, en especial considerando la multitud de conexiones sociales de que gozaba Josefina, en parte por su asociación con la francmasonería, de las que se beneficiaría Barras en su camino al Directorio. Barras le llamaba la viciosa criolla («lewd Creole»). Varios historiadores la tachan de lasciva y parrandera, basados en las cartas de sus contemporáneos. Pero no existe sino una sola carta de Josefina durante esa época y que puede considerarse auténtica, de modo que hay pocas palabras escritas por ella en defensa propia.
La leyenda más popular del modo en cómo se conocieron Josefina y Napoleón, relata que Eugène, decepcionado de tener que entregar la espada de su padre durante una redada en la que la Guardia Nacional decomisaba todo armamento en poder de civiles, corrió con su madre a quejarse a la oficina del comandante en jefe de París: Bonaparte. Impresionado, el general aceptó que el joven de 15 años se quedara con la espada, relatando un profundo interés en la madre de un joven tan leal. El relato es ficticio, Josefina conoció al general Napoleón Bonaparte entre agosto y septiembre de 1795, en casa de madame Teresa Tallien (de soltera Teresa Cabarrús), a quien los franceses apodaban «Madame Libertad» y «Nuestra Señora del Termidor» (Notre-Dame de Thermidor). Madame Tallien y Josefina se hicieron muy amigas desde que se conocieron en la prisión, donde estuvieron juntas y, en el futuro, Josefina sería madrina de uno de los hijos de madame Tallien.
Los rumores de la época aseguran que madame Tallien fue también una de las amantes de Barras, después de la separación de su esposo. Fue el mismo Barras quien presentó a Josefina y Bonaparte. Josefina tenía 32 años cuando conoció a Bonaparte y era seis años mayor que el general de Córcega. Al parecer Bonaparte tenía preferencia por mujeres de mayor edad, pues en una previa oportunidad le había propuesto matrimonio a una viuda del doble de su edad. Juntos, Barras y Bonaparte (en ese entonces aún escribía su nombre Buonaparte) derrotaron una insurrección la primera semana de octubre de 1795. Para finales de octubre, Barras y otros cuatro fueron elegidos como Directores de Francia, presidiendo sobre el Consejo de Ancianos y el Consejo de los Quinientos. Mientras tanto, Bonaparte tomó el puesto vacante de Barras como General en Jefe del Ejército del Interior. Josefina continuó utilizando su influencia para ayudar a sus conocidos en el exterior; emigrantes quienes deseaban volver a Francia. Mientras tanto, entre noviembre y diciembre, Bonaparte, quien había pedido matrimonio ya al menos a otras dos mujeres de dinero —y con quienes había roto el compromiso— empezó a cortejar a Josefina.
Por ser extranjero, los directores y otros gobernantes y militares de Francia tenían limitada confianza en Napoleón, por lo que Barras, un ávido defensor de Bonaparte, propuso que se buscara una esposa francesa y que, de hacerlo, ganaría más la confianza de los directores a tal grado de asignarle el mando del ejército, algo que Napoleón anhelaba, con el fin de liberar a su país del dominio de Austria. El matrimonio también le daría a Bonaparte una sólida conexión francesa, al punto que después de la boda, quitaría la letra u de su apellido italiano: Buonaparte.
Mucho se ha escrito sobre la improbabilidad de la relación entre Josefina y Napoleón, pero la pareja tenía un pasado muy similar. Ambos eran isleños, habiendo nacido a tan solo meses después que Francia tomara posesión de Córcega y Martinica. Ambos nacieron de dulces y disciplinadas madres y de padres irresponsables.
De su relación con Napoleón, Josefina le escribiría a un amigo, que no amaba al emperador y que al respecto ella se encontraba “en un estado de indiferencia”. Josefina —que para entonces era conocida como Rosa— y Napoleón se comprometieron en enero de 1796 y se casaron por lo civil el 9 de marzo de 1796; se cuenta que al momento del acto, el notario ante el que se verificó la ceremonia, le recomendó a Josefina no hacerlo, pues lo hacía con un general pobre, sin futuro, que no tenía para aportar al matrimonio más que su equipo militar. El ministro de Guerra hizo la misma recomendación, así como el contable de Josefina, este por motivo de que el contrato del matrimonio implicaba que se compartirían equitativamente todos los gastos de vivienda, aún los gastos de la boda.
Dos días después de su matrimonio, Bonaparte partió para liderar el ejército francés en Italia, enviando desde el exterior muchas cartas intensamente románticas a su nueva esposa. Y aunque Madame Beauharnais debe mostrarse como una personalidad destacada, se siente atraída hacia este hombre de espíritu militante que no en pocas veces le demostró el amor que sentía por ella y su locura. Como por ejemplo: acceder a sus caprichos y aceptar sus crueldades, así también como soportar su estado económico y vérseles tomados del brazo en las veladas de Barras y en casa de los Tallien. En febrero de 1797, Bonaparte escribió:

«Vd, a quien la naturaleza ha dotado con espíritu, dulzura y belleza, la única que puede mover y gobernar mi corazón, Vd que conoce pero tan bien el imperio absoluto que ejercéis sobre él!»

Muchas de esas cartas siguen preservadas en el presente, mientras que existen pocas cartas de Josefina, y no se sabe si es que ello se deba a que se han perdido o por la escasez inicial de dichas cartas hacia Napoleón. Josefina conservó en su poder la mayoría de las cartas que recibiera de Napoleón aún después de su divorcio del emperador.
Pese a su matrimonio, Josefina —menos enamorada de Napoleón que lo que estaba él de ella— continuó una vida frívola y en las constantes ausencias de Napoleón durante su mando en el Ejército de Italia, aprovechó para mantener amantes, incluyendo a un teniente de húsares de nombre Hippolyte Charles, en 1796. Los rumores de la infidelidad de Josefina llegaron a oídos de Napoleón a través de sus hermanos y amigos. Incluso en una ocasión, al regresar de la expedición a Egipto, ya al tanto de estos amoríos, llegó a expulsar a Josefina de su casa cuando se hartó de soportar dichas infidelidades, sin embargo, más pudo el amor que sentía por ella y la perdonó, continuando su vida en común. Esto o el probable divorcio, influyó decisivamente en Josefina, quien desde ese momento no volvió a ser infiel.
Sin embargo, este comportamiento motivó que Napoleón tuviera otras amantes; algunas de las cuales eran damas de compañía de Josefina cuando Napoleón había escalado a la cumbre del poder político, cuando el Consulado y posteriormente el Imperio. Con al menos una de ellas tuvo un hijo, el llamado Conde León. Una de las amantes de Bonaparte fue Pauline Bellisle Foures, la esposa de un oficial menor y que llegó a ser conocida como la «Cleopatra de Napoleón».

## Emperatriz

Josefina se arrodilla ante Napoleón durante su coronación en Notre Dame, pintura al óleo por Jacques-Louis David, 1808.

La relación entre ambos esposos estaba seriamente comprometida, pese el amor que se tuvieran ambos. Un incidente en el Palacio de Saint-Cloud casi pone a fin el matrimonio cuando Josefina descubre a Napoleón en el cuarto de una de sus criadas, Élisabeth de Vaudey, causando una escena violenta entre el emperador y su esposa. Napoleón mismo estuvo a punto de poner fin a su matrimonio por razón de que Josefina no podía tener hijos, probablemente debido al estrés que sufriera en prisión, acelerando prematuramente su menopausia o bien por razón de lesiones que sufriera durante una caída de un balcón que colapsó con Josefina sobre él en 1798. Finalmente, y por los esfuerzos de Hortensia, hija de Josefina, los esposos se reconciliaron y comenzaron la solicitud de coronación.
Cuando la coronación del emperador, Josefina aprovechó la oportunidad para por medio del papa, quien se negó a consagrar al emperador y a la emperatriz si no se realizaba la ceremonia religiosa de matrimonio. Debido a esto, en ceremonia privada realizada en la Capilla Real de las Tullerías el día anterior a la coronación, es decir el 1 de diciembre de 1804. De esta manera también, Napoleón mantenía un as bajo la manga, podía anular el matrimonio posteriormente si le convenía bajo el argumento que no fue realizado con todas las solemnidades del caso.
En la ceremonia de la coronación, el trono de Napoleón estaba a la derecha del altar, mientras que Josefina estaba en un trono menor situado cinco escalones más abajo que el de Napoleón. Josefina fue coronada emperatriz por su esposo Napoleón en la catedral de Notre Dame el 2 de diciembre de 1804. La coronación no fue del agrado de la familia de Napoleón, al punto que su madre Letizia ni siquiera acudió al acto de coronación (en el cuadro de Jacques-Louis David se observa la presencia de Letizia en el fondo de la imagen, pero esta es irreal, puesto que Napoleón ordenó al pintor que la incluyese en el cuadro) y las hermanas de Napoleón, que no soportaban a su cuñada, tuvieron que cargar con la cola del vestido de coronación de Josefina muy a su pesar y de mala gana. Para conmemorar su matrimonio con Josefina, Napoleón mandó a fabricar una tiara entregada al Papa Pío VII. En la pintura de la coronación aparece Josefina de rodillas a punto de recibir la corona restaurada de Carlomagno, mientras que su esposo porta la corona de laureles de oro al estilo de los emperadores romanos. La ceremonia de la coronación duró más de tres horas.

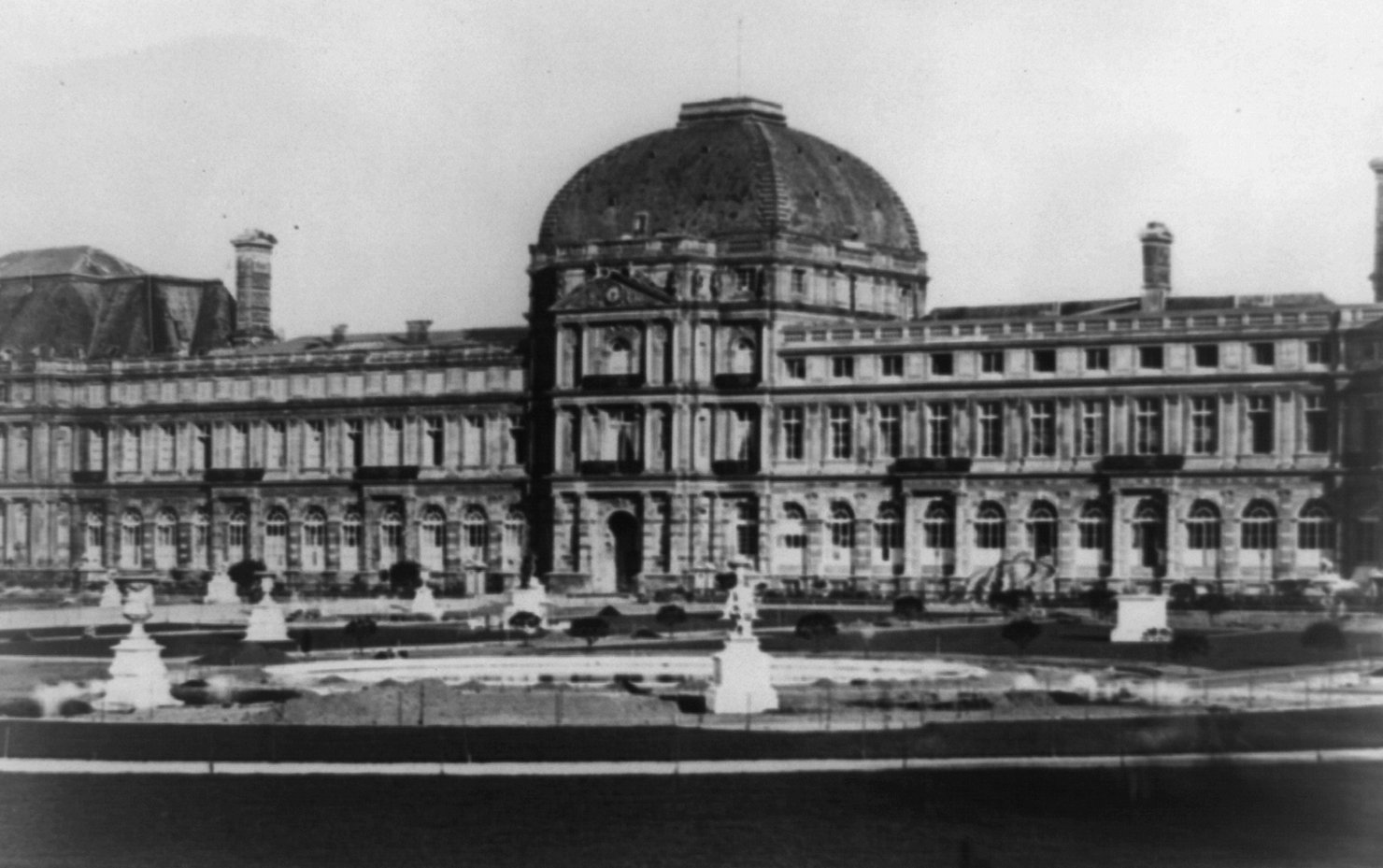
Fachada oeste del palacio de las Tullerías durante el Segundo Imperio francés, lugar donde vivieron Napoleón y Josefina Bonaparte.

Napoleón, el día de la coronación, llamó al notario que celebró el enlace civil para decirle «Todavía cree que no tengo nada».
La indolencia intelectual de Josefina la mantuvo alejada de los asuntos de Bonaparte, aunque asistía continuamente a funciones teatrales y otras reuniones públicas, donde ocasionalmente daba cortos discursos. También era dada a leer novelas sentimentales, aunque era conocida por su afición a las compras. Sus gastos se estiman en cerca de un millón de francos, equivalente a unos US$200.000 anuales. Sus mayores extravagancias eran las ropas y su propiedad, el Castillo de Malmaison, donde coleccionaba flores exóticas, pinturas románticas, momias y otros objetos de los viajes de Napoleón.
En su rol de emperatriz, Josefina tuvo que sujetarse a una vida de rituales, guiada por elaboradas etiquetas dignas de las reinas de Francia del pasado. La mayoría de sus apariciones públicas ocurrieron en los Palacios de las Tullerías, Saint-Cloud y Fontainebleau, así como en Malmaison y, con menos frecuencia en el Élysée y Rambouillet. Josefina también viajó al exterior: Estrasburgo, Maguncia, Baden, Wurtemberg y el reino italiano. Sus gastos eran pagados por la tesorería pública y cubrían los costos de sus caros vestidos, chales, sombreros y zapatos, adicional a las sedas, plumas, joyas, perfumes y variadas curiosidades que acostumbraba usar en eventos públicos.

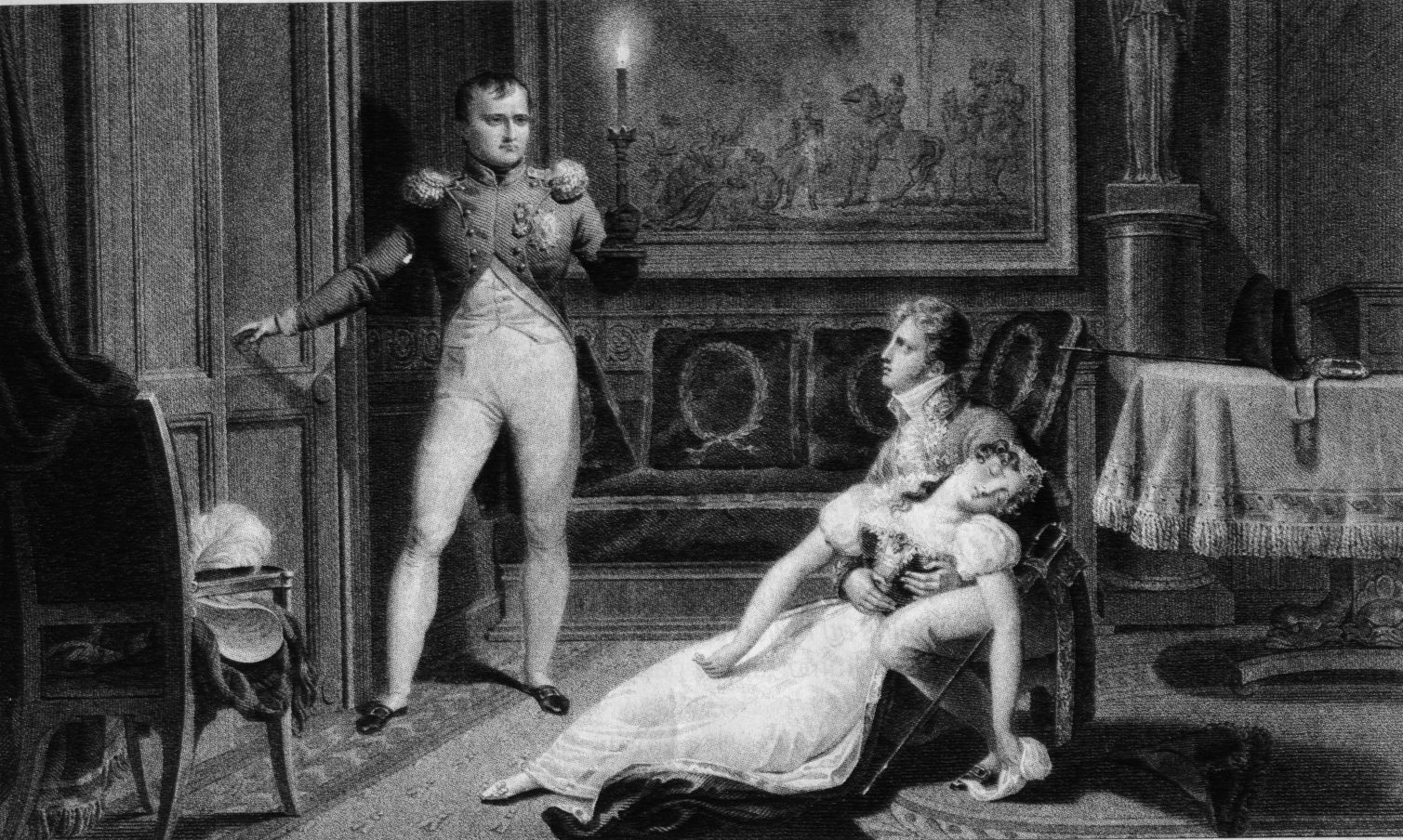
Divorcio de Napoleón Bonaparte y Josefina por los artistas Bosselman - Chasselat.

El fin del matrimonio de Napoleón y Josefina fue el tardío descubrimiento de que Napoleón no podría tener heredero con Josefina. Por varios años se supuso que Josefina podía tener hijos con Napoleón, evidenciado por el hecho de que Josefina ya tenía dos hijos, de modo que Napoleón asumió que era él el responsable de que su matrimonio se veía sin hijos. Sin embargo, en 1806 Napoleón llegó a ser el padre de un hijo ilegítimo. También en 1809 su amante de la época, una condesa polaca llamada Maria Walewska, reveló que estaba embarazada. Al verse claramente que Josefina era incapaz de darle un hijo a su esposo, aceptó divorciarse para que Napoleón pudiera volver a casarse y tener el heredero que tanto ansiaba. El divorcio (10 de enero de 1810) fue el primero bajo el Código de Napoleón. En 1811, Napoleón contrajo matrimonio con la Archiduquesa María Luisa de Austria, con la que tuvo un hijo ese mismo año: Napoleón II de Francia.

## Vida subsiguiente

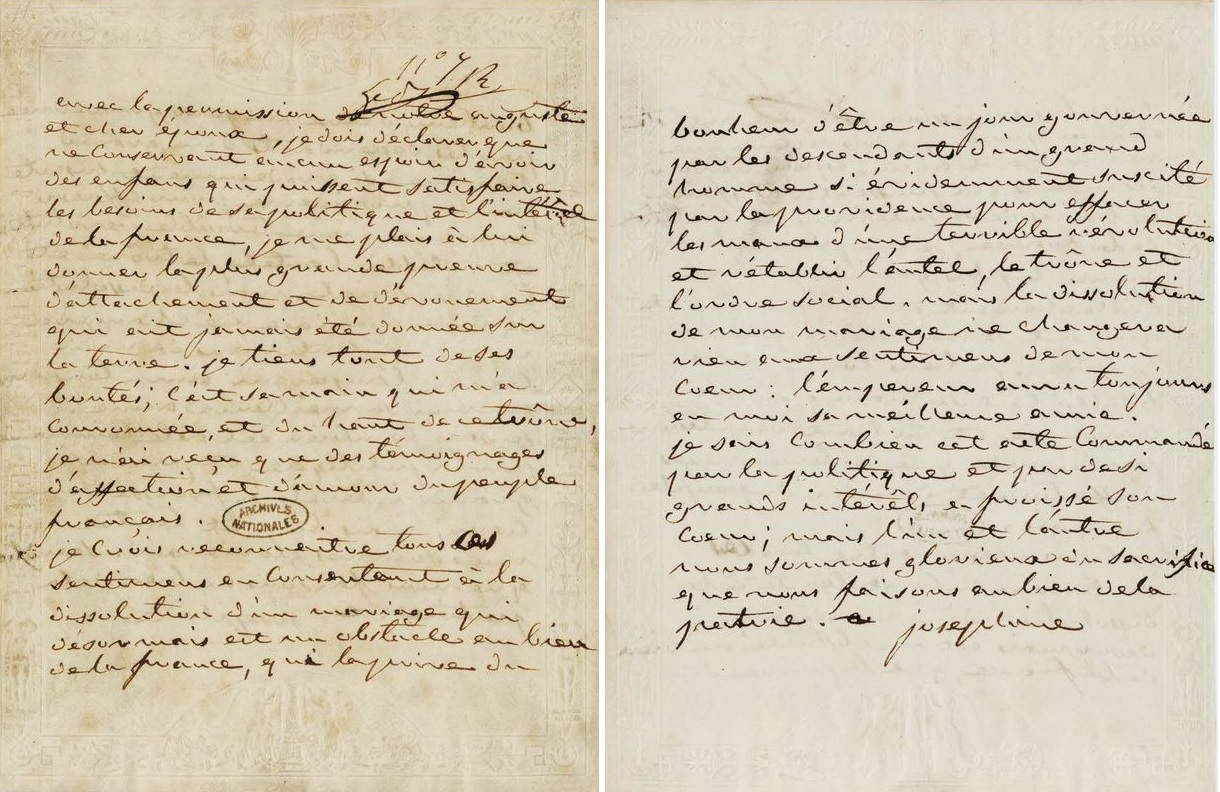
Carta de divorcio a Napoleón.

Después de su divorcio, Josefina se trasladó a vivir al Castillo de Malmaison, cerca de París. Después de completar la renovación de Malmaison, Josefina se dedicó casi por completo a sus jardines, en especial los rosales. Bajo la tutela de Josefina, la carrera del pintor Pierre-Joseph Redouté floreció, dedicándose este a pintar todo tipo de flores. Una rosa fue nombrada en honor al castillo de Malmaison y sus 650 rosales, la especie Souvenir de la Malmaison.
El divorcio le asignó a Josefina rentas para vivir con holgura y varias propiedades a nivel de compensación, sin embargo, la exemperatriz siempre fue una mujer derrochadora, amante del buen gusto, con lo cual sus ingresos, durante toda su vida, nunca alcanzaban a cubrir sus excesos en compras y gastos. Pese al divorcio, se mantuvo en permanente relación con Napoleón mediante cartas y siguió amándolo hasta su muerte. Napoleón, por su parte, afirmó que lo único que los separaba eran las deudas de ella. Después de la abdicación de Napoleón, Josefina ganó la protección del emperador Alejandro I de Rusia.

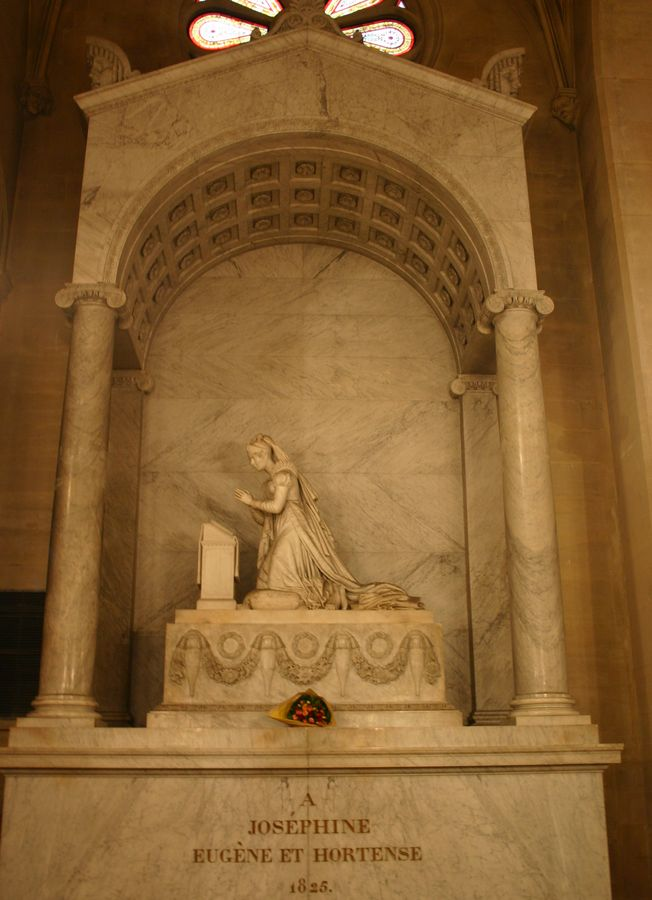
Tumba de Josefina y Hortensia de Beauharnais, obra de Pierre Cartellier, en la Iglesia de San Pedro y San Pablo de Rueil-Malmaison.

Josefina falleció el 29 de mayo de 1814, por complicaciones de un resfriado y fue enterrada en la iglesia de San Pedro y San Pablo de Rueil. Cerca de 20 000 personas pasaron a ver el féretro de la emperatriz e inundaron París con folletos elogiando su nombre. Su hija Hortensia está enterrada junto a ella. La tumba está hecha de mármol proveniente de Carrara, Italia, y tiene esculpida a la emperatriz arrodillada en la misma postura que aparece en la pintura La coronación de Napoleón, por Jacques-Louis David.
Napoleón supo de la muerte de Josefina mientras estaba desterrado en la isla de Elba; por lo cual su hijastra Hortensia fue una de las primeras en recibirlo en el Palacio de las Tullerías cuando regresó de la Isla de Elba. En el exilio, Napoleón le dijo a un amigo: «verdaderamente amé a mi Josefina, pero no la respeté». Luego, tras el desastre de Waterloo, Napoleón se mantuvo en Malmaison hasta decidir qué haría tras la derrota final, una muestra del amor que lo unió a su emperatriz. A pesar de sus numerosos amoríos, eventual divorcio y que se volvería a casar, las últimas palabras del emperador en la isla de Santa Helena fueron: «Francia, el ejército, Josefina.»

## Descendientes
El hijo de Hortensia llegó a ser Napoleón III. La nieta de Josefina, Josefina de Leuchtenberg, hija del duque Eugenio de Beauharnais, contrajo matrimonio con el rey Óscar I de Suecia, el hijo de quien fuera prometida de Napoleón, Desideria Clary. Por ese último enlace, Josefina es ancestro directo de los actuales soberanos de Suecia, Bélgica, Luxemburgo, Dinamarca y Noruega.
| Predecesor: María Antonieta de Austria Reina consorte de los franceses | Emperatriz consorte de los franceses 2 de diciembre de 1804-10 de enero de 1810 | Sucesor: María Luisa de Austria |

## Títulos
Esta tabla aún no está actualizada. Puedes contribuir aportando información sobre títulos y tratamientos de esta persona.
- Vizcondesa de Beauharnais.
- Su Majestad Imperial, Josefina, Emperatriz de los franceses.
- Su Grandeza Real, Emperatriz Josefina, Duquesa de Navarra.

## Imágenes adicionales

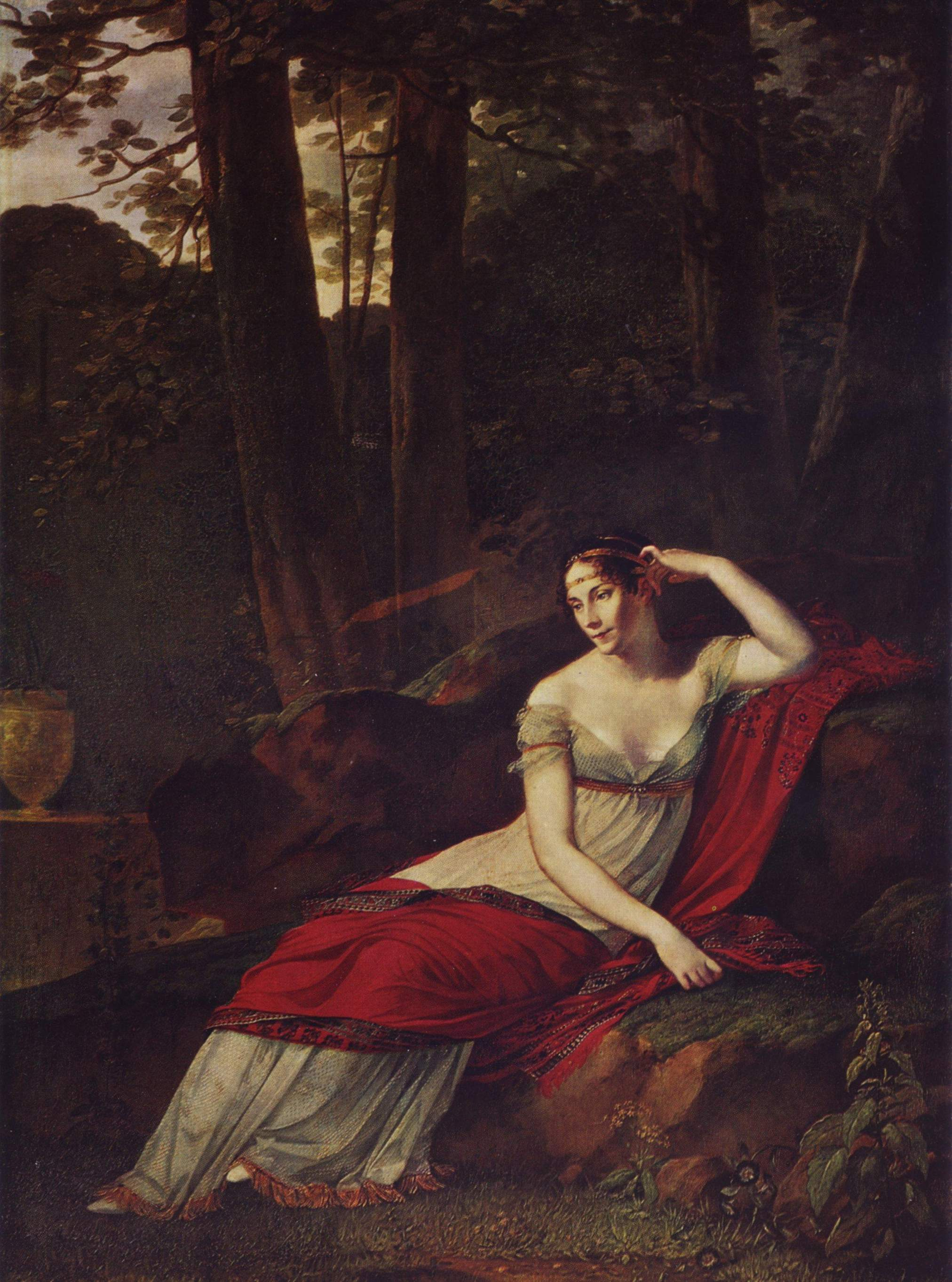
Retrato de la Emperatriz Josefina por Pierre-Paul Prud'hon.
Coronación de la Emperatriz Josefina, vista amplia por Jacques-Louis David.
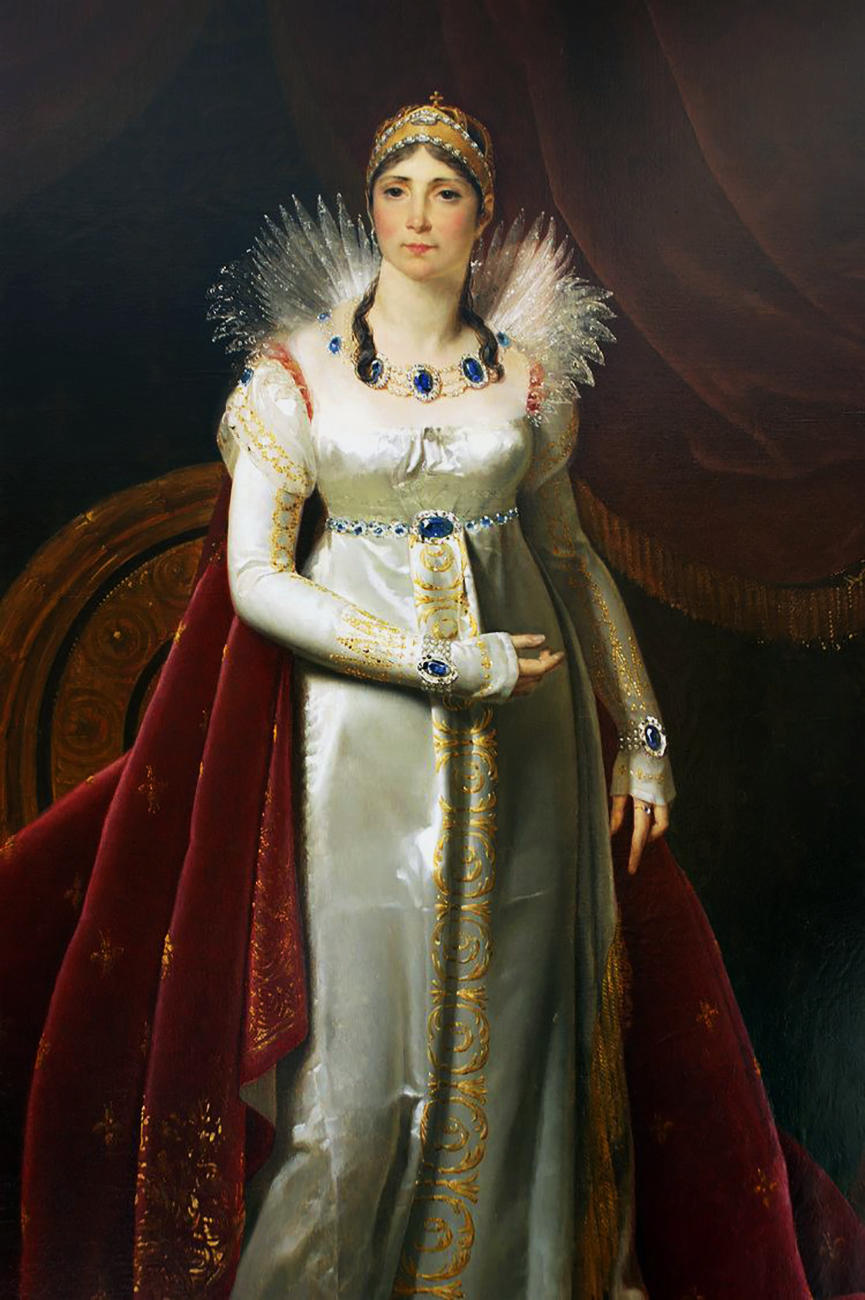
Josefina de Beauharnais (1804), artista desconocido.
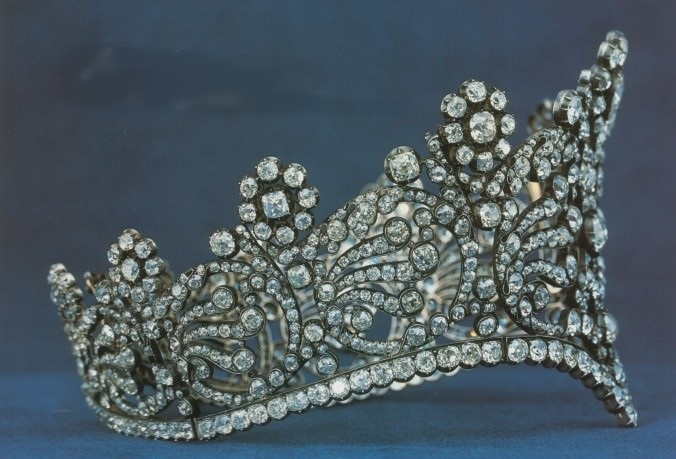
Corona de la Emperatriz Josefina.